# Naarda bisignata
Naarda bisignata är en fjärilsart som beskrevs av Walker 1866. Naarda bisignata ingår i släktet Naarda och familjen nattflyn. Inga underarter finns listade i Catalogue of Life.